# 广西姜花
广西姜花（学名：Hedychium kwangsiense）为姜科姜花属下的一个种。种加名 kwangsiense 意为“广西的”。
植株茎高1-1.2米，叶片披针形，花白色。生长于疏林中阴蔽处，分布地区包括中国广西等地。